# Julia Ratcliffe
Pour les articles homonymes, voir Ratcliffe.
Julia Ratcliffe (née le 14 juillet 1993 à Hamilton) est une athlète néo-zélandaise, spécialiste du lancer du marteau.

## Biographie
Elle dépasse pour la première fois la limite des 70 mètres en juin 2014 en atteignant la marque de 70,28 m à Princeton, dans le New Jersey. Elle participe fin juillet aux Jeux du Commonwealth de Glasgow et y remporte la médaille d'argent du lancer du marteau avec la marque 69,96 m, devancée par la Canadienne Sultana Frizell.
Le 28 juin 2019, elle remporte la médaille d'or des championnats d'Océanie et établit à cette occasion un nouveau record d'Océanie de la discipline avec un jet à 71,39 m, pour améliorer de 27 centimètres l'ancienne marque détenue depuis 2003 par Bronwyn Eagles. Lors des Championnats de Nouvelle-Zélande le 26 mars 2021, elle améliore le record d'Océanie du lancer du marteau avec une marque à 73,55 m.

## Palmarès
| Date | Compétition                   | Lieu       | Résultat | Marque  |
| ---- | ----------------------------- | ---------- | -------- | ------- |
| 2012 | Championnats du monde juniors | Barcelone  | 4e       | 67,00 m |
| 2013 | Universiade                   | Kazan      | 8e       |         |
| 2014 | Jeux du Commonwealth          | Glasgow    | 2e       | 69,96 m |
| 2015 | Universiade                   | Gwangju    | 3e       | 67,54 m |
| 2017 | Universiade                   | Taipei     | 12e      | 61,39 m |
| 2018 | Jeux du Commonwealth          | Gold Coast | 1re      | 69,94 m |
| 2019 | Championnats d'Océanie        | Townsville | 1re      | 71,39 m |
| 2022 | Jeux du Commonwealth          | Birmingham | 2e       | 69,63 m |

## Records
| Épreuve           | Performance | Lieu     | Date         |
| ----------------- | ----------- | -------- | ------------ |
| Lancer du marteau | 73,55 m     | Hastings | 26 mars 2021 |